# Aeroporto de Barra
O Aeroporto de Barra (IATA: BQQ, ICAO: SNBX) está localizado no município de Barra, Bahia. Nos anos 80 foi servido pela Nordeste Linhas Aéreas. 
Suas coordenadas geográficas são as seguintes: 11°05'02.00"S de latitude e 43°08'02.00"W de longitude. Possui uma pista de 1300m de asfalto.